# Hürriyet
Hürriyet (prononcé [hyɾ.ɾi.'jɛt], en turc : « liberté ») est un journal quotidien publié en Turquie. Il a été fondé le 1er mai 1948 par Sedat Simavi et fait aujourd'hui partie du groupe Demirören Holding. En fonction des changements de propriétaire, la ligne éditoriale du journal a évolué au fil du temps.
La devise du journal est indiquée en haut de la une sous le drapeau turc : « La Turquie appartient aux Turcs » (en turc : Türkiye Türklerindir).
Le journal a été fondé en 1948 par Sedat Simavi et a publié son premier numéro le 1er mai 1948 avec le titre « Les armées de Jordanie et d'Irak sont entrées en Palestine ». Après la mort de Sedat Simavi en 1953, la gestion a été conjointement assurée par ses fils Haldun Simavi et Erol Simavi, et le journal a continué dans la même ligne éditoriale. Après le départ de Haldun Simavi en 1971 pour former le groupe Web Ofset, la gestion du journal est entièrement passée à Erol Simavi. Après 1971, Hürriyet a ouvert des bureaux successivement à Izmir, Ankara, Adana et Erzurum, et en 1973, il est passé au système d'impression offset, ce qui lui a donné un grand avantage, notamment avec l'utilisation de photos en couleur.
Gökşin Sipahioğlu, le célèbre fondateur et président de l’agence Sipa Press, a été l'un de ses collaborateurs.
En février 2017, le journal censure les propos critiques du Nobel de littérature Orhan Pamuk sur la réforme constitutionnelle devant renforcer les pouvoirs du président Recep Tayyip Erdoğan.
Le groupe Doğan Holding, propriétaire du journal, a été racheté en mars 2018 par le groupe Demirören Holding, proche du président turc Recep Tayyip Erdoğan. Certains voient cet achat comme un renforcement du contrôle des médias par le gouvernement turc.